# Drongo ventreblanc
El drongo ventreblanc (Dicrurus caerulescens) és un ocell de la família dels dicrúrids (Dicruridae).

## Hàbitat i distribució
Habita el bosc decidu i bosquests de bambú a l'Índia, cap al nord fins als turons de l'Himàlaia i cap a l'est fins Nepal, Bihar i oest de Bengala i Sri Lanka.